# Scirtes ovalis
Scirtes ovalis is een keversoort uit de familie moerasweekschilden (Scirtidae). De wetenschappelijke naam van de soort werd in 1924 gepubliceerd door Willis Stanley Blatchley.